# Gerung (Bischof)
Gerung († 20. November 1170 im Augustiner-Chorherrenstift Petersberg bei Halle) war Abt des Klosters Bosau und von 1152 bis 1170 Bischof von Meißen. Berühmt ist der Vertrag, den er 1154 mit den flämischen Siedlern in Kühren schloss.
Unter Gerung fiel Herzog Vladislav II. aufgrund von Grenzstreitigkeiten mit der Markgrafschaft Meißen ins Land ein und richtete Verwüstungen an. Als böhmischer König würde er Gerung später dafür entschädigen. Gerung nahm 1160 in Erfurt neben anderen Bischöfen an einem Fürstentag teil, man beriet über die Niederschlagung des Aufstandes in Mailand, der gegen Kaiser Friedrich I. ausgebrochen war. 1163 hielt Gerung mit dem Kaiser Gericht über die Mörder von Arnold von Selenhofen in Mainz, was schwerwiegende Folgen für die Stadt hatte, da ihr einige Rechte entzogen wurden. Gerung erkrankte bei einem Besuch des Klosters Petersberg schwer und starb dort. Sein Leichnam wurde in den Meißner Dom überführt.